# Constantí Àngel
Constantí Àngel, en grec medieval Κωνσταντίνος Άγγελος, mort l'any 1166, va ser un noble i almirall de l'Imperi Romà d'Orient sota l'emperador Manuel I Comnè.
Va ser el fundador de la dinastia Àngel. Provenia de Filadelfia a Anatòlia i es va casar amb Teodora Comnena, la filla de l'emperador Aleix I Comnè, i va rebre el títol de sebastohipertat. Segons l'historiador del segle xii, Joan Zonaràs, Constantí era valent, hàbil i guapo, però de baix origen. L'any 1150 Constantí Àngel va lluitar en una campanya contra els serbis i el 1157 contra els magiars i els serbis. Pel seu càrrec d'almirall de la Marina romana d'Orient es va encarregar de les operacions contra els normands, però va ser capturat en un combat.

## Descendència
Del seu matrimoni amb Teodora Comnena va tenir sis fills:
- Joan Ducas, que va néixer aproximadament el 1126 i va morir el 1200. Va ser governador de l'Epir i es va casar primer amb una dona de nom desconegut amb la qual va tenir dos fills i després amb Zoè Ducena, amb la qual va tenir tres fills. També va tenir un fill bastard, Miquel I Comnè Ducas, fundador del Despotat de l'Epir.
- Aleix Comnè Àngel, nascut cap al 1131 o 1132, casat i pare d'un fill.
- Andrònic Ducas Àngel, nascut cap al 1133 i mort el 1185. Es va casar amb Eufrosine Castamonites amb la qual va tenir nou fills, entre ells els emperadors Aleix III Àngel i Isaac II Àngel.
- Eudòxia Angelina, nascuda cap al 1134. Es va casar amb Basili Tsikandeles, però no van tenir fills.
- Zoè Àngel, nascuda cap al 1135. Es va casar amb Andrònic Sinadè. La parella va tenir diversos fills, dels quals no es coneixen els noms.
- Isaac Àngel Ducas, nascut cap al 1137. Es va casar i va tenir almenys quatre fills.[3]